# Ehrenplakette der Stadt Frankfurt am Main
Die Ehrenplakette der Stadt Frankfurt am Main wird seit 1952 jährlich an Persönlichkeiten verliehen, die sich auf kommunalpolitischem, kulturellem, wirtschaftlichem, sozialem oder städtebaulichem Gebiet um die Stadt Frankfurt am Main verdient gemacht und durch ihr Wirken dazu beigetragen haben, das Ansehen der Stadt zu mehren.

Symbolbild – Ehrenplakette der Stadt Frankfurt am Main – Verleihung an Dr. Herbert Bretschneider 1955

## Geschichte

### Design

Frankfurter Adler von Hans Leistikow, 1924

1911 stiftete die Stadt Frankfurt am Main zunächst drei silberne und drei bronzene Ehrenplaketten, die der Bildhauer Alexander Kraumann entwarf. Sie maßen 70 × 55 Millimeter und trugen auf der Vorderseite die Prägung „Ehrengabe der Stadt Frankfurt am Main“, darunter der bekrönte Kopf des Frankfurter Stadt-Adlers. Auf der Rückseite waren eine Frauenfigur mit Zweig und Lorbeerkranz sowie ein Kleinkind abgebildet.
1929 wurde von Bildhauer Benno Elkan eine neue Ehrenplakette geschaffen, die in Bronze ausgeführt wurde. Sie zeigte eine von Türmen dominierte Stadtsilhouette auf der Vorderseite und die Inschrift „Dank der Stadt Frankfurt“ auf der Rückseite. Die erste Plakette wurde parallel dazu weiter vergeben, die neue jedoch als höchste Auszeichnung.
1936 entwarf der Bildhauer Ludwig Mergehenn eine neue Ehrenplakette, die ab 1937 als höchste Auszeichnung dienen sollte. 1952 schließlich wurde von Richard Scheibe eine neue Plakette geschaffen, die in Bronze ausgeführt wurde. Alle früheren Plaketten wurden mit Magistratsbeschluss Nr. 1102 vom 15. September 1952 nicht mehr vergeben. Die Plakette zeigte auf der Vorderseite die Francofurtia, eine Frauengestalt, die in der linken Hand einen Schild mit dem Frankfurter Stadtwappen, in der rechten einen kleinen Zweig trägt sowie die links und rechts umlaufende Inschrift „Ehrenplakette der Stadt Frankfurt .M.“. Auf der Rückseite ist der Römer abgebildet.
1976 schließlich erfolgte wieder ein Neuentwurf der Ehrenplakette. Die seitdem aktuelle Ehrenplakette zeigt den unbekrönten Frankfurter Stadtadler nach dem Entwurf von Hans Leistikow aus dem Jahr 1924.

### Verleihung
An den Magistratsbeschluss, die Ehrenplakette nach einer beinahe als inflationär zu bezeichnenden Vergabepraxis ab 1972 nur noch an fünf Personen jährlich zu vergeben, hat sich die Stadt nicht immer gehalten, schon 1980 und 1981 waren es wieder mehr Preisträger.
Von der früheren Praxis, hauptamtliche Mitglieder des Magistrats, Bürgermeister und Oberbürgermeister auszuzeichnen, ist man inzwischen weitestgehend abgekommen, da diese dafür gewählt und bezahlt werden, etwas Positives für die Stadt zu bewirken. Ehrenamtlichen Mitgliedern und anderen Bürgern hingegen soll die Ehrenplakette in erster Linie als Auszeichnung ihres Einsatzes für die Stadt zugutekommen.
Neben der großen Plakette und einer Verleihungsurkunde wird der Leistikow-Stadtadler seit dem Jahr 1991 zusätzlich auch als Miniatur-Plakette verliehen, die sich an einer Damenbluse oder einem Revers befestigen lässt.

## Preisträger
- 1932 – Klaudius Hermann Bojunga
- 1952 – Peter Brückner, Erich Dombrowski, August Gräser, Bruno Stürmer
- 1953 – Peter Bartmann, Waldemar Braun, Josef Knecht, Friedrich Lübbecke, August Friedrich Mouson, Alfred Petersen, Hermann Schaub, Hermann Schilling, Alfred Teves, Georg Treser, Eugen Wyler
- 1954 – Kurt Blaum, Rudolf Menzer, Paul Müller, Hermann Schlosser, Christian Stock
- 1955 – Heinrich Beck, Gottlob Binder, Herbert Bretschneider, Alois Brisbois, Hermann Freitag, Carl Goetz, Hans Heinrich Hauck, Max Kemper, Karl Klee, Karl Meissner, Willi Müller, Fritz Pfeiffer, Karl Rasor, Johannes Rebholz, Theodor Stelzer, Hans Wiegand, Walter Wieser, Heinrich Zinnkann
- 1956 – Karl Beul, Friedrich Dessauer, Heinrich Flörcken, Arthur Georgi, Anton Gramberg, Rudolf Herbst, Werner Hilpert, Edwin Höcher, Jakob Knöß, Eugen Lacroix, Hans Latscha, Carl Lehner, Walter Leiske, Alfred Lotichius, Max Meyer, Otto Misbach, Robert Mösinger, Wilhelm Polligkeit, Hellmut Reinert, Georg Swarzenski, Hermann Treuner
- 1957 – Josef Auth, Bernhard Bär, Fritz J. Dietz, Elli Horeni, Georg Klingler, Else von Meister, Bruno Müller, Hermann Salomon, Heinrich Sauer, Adolf Schindling, Franz Schramm, Walter Sondag, Georg Stierle, Max Thoenissen, Hans Wilhelmi
- 1958 – Hans C. Boden, Lorenz Ernst, Max Flesch-Thebesius, Oscar Gans, Bernhard Grzimek, Robert Ludwig Hirtes, Heinrich Kraft, Heinrich Kromer, Franz Mündel, Rudolf Prestel, Hans Riggenbach, Abraham Sauer, Heinz Thörner, Julius Wagner
- 1959 – Karl Altheim, Franz Karl Delavilla, Hermann Deninger, Hugo Dornheim, Albert Hahn, Bernhard Heun, Heinrich Hoeniger, Erich Hylla, Aloys Kern, Karl Kleist, Willi Richter, Richard von Szilvinyi
- 1960 – Walter Alwens, Alois Eckert, Jacob Flesch, Theodor Gaertner, Georg Hohmann, Joseph E. Juttel, Jakob Kriegseis, Nikolaus Maurer, Hans Muthesius, Konrad Neudeck, Karl Pieper, Karl Rottmann, Richard Tesch, Hans Joachim Tholuck, Richard Weichert
- 1961 – Wilhelm Fay, Theodor Gläss, Karl Goebels, Konrad Hoenen, Ferdinand Hoff, Sir Georg Solti
- 1962 – Georg Aigner, Johannes Becker, Rudi Eims, Anny Hannewald, Hanns Jess, Hans Kampffmeyer, Leo Klöckner, Carl Luley, Martin Milch, Otto Nauen, August Oswalt, Wilhelm Schöndube, Heinrich Schüssler, Philipp Siedler, Reinhold Tarnow, Carl Tesch
- 1963 – Hans Albrecht, Ernst Balser, Willi Emrich, Marcel Jacobus Engebert Fincken, Wilhelm Hagen, Rudolf Hartmann, Bodo Helmholz, Wilhelm Hoos, Ludwig Kämmerer, Adolf Kohl, Ferdinand Kramer, Fritz Leonhard, Isaak Emil Lichtigfeld, Heinz Maria Oeftering, Harald P. Radigan, Hanna Bekker vom Rath, Felix Weil, Christian Weiß, Erich Wiefel
- 1964 – Betty Arndt, Karl Blum, Martha Breiter, Anne Bringezu, Albert Buschang, Max L. Cahn, Willibald Diemair, Wilhelm Dörflein, Werner Hess, Heinrich Heuzeroth, Ludwig Jost, Bert Kutschera, Martha Laarmann, Ferdinand Lammeyer, Charlotte Mahler, Hermann Meinert, Adolf Melber, Robert Mertens, Karl Oettinger, Sebastian Pfeifer, Hermann Pinnow, Jean Ress, Annemarie Schlordt, Ernst Schröder, Jean Stern, Rudolf Thiel, Erich Zeitz, Arthur Zickmann, Jörg Zutt
- 1965 – Ludwig Maria Florian, Friedrich Freiwald, Ludwig Gehm, Walter Hesselbach, Richard Kirn, Ulla Illing, Hermann Jannsen, Adolf E. Jensen, Fritz Kolb, Erich Kurz, Hans Loskant, Otto Wilhelm Lürmann, Heinrich Lünendonk, Walter Quade, Karl vom Rath, Heinrich Schütz, Arnold Thrun, Wilhelm Unverzagt, Manfred Wend
- 1966 – Hermann Josef Abs, Friedrich Wilhelm Bossert, Leopold W. Bröker, Heinrich Ditter, Gerd Fries, Walter Fürstenheim, Karl Gerold, Ernst Holzinger, Arthur Hübscher, Ernst Alfred Ihle, Max Kaiser, Walter Kattler, Hermann Kauffmann, Franz Keßler, Fritz Lang, Adolf Leweke, Ernst May, Gerhard Neuenkirch, Ludwig Neundörfer, Ljubomir Romansky, Franz Schuster, Walter Schwagenscheidt, Erich Wick, Karl Zibner
- 1967 – Karl Beilharz, Wilfried Braun, Hugo Castritius, Karl Engel, Claire Holz, Erhard Klein, Albert Knorr, Fritz König, Elisabeth Norgall, Benno Reifenberg
- 1968 – Lisy Alfhart, Wilhelm Breidenstein, Fritz Encke, Erich Pietsch, Karl Winnacker, Werner Wirthle, Herbert Wittrock, Wilhelm Wollrab
- 1969 – Hans Achinger, Karl Blessing, Peter Emmel, Waldemar Kramer, Albert von Metzler, Friedrich Pollock, Bruno H. Schubert
- 1970 – Waltraut Boss, Georg Draheim, Alfred Grade, Hermann Günkel, Ernst Hess, Herbert Junghanns, Heinz-Herbert Karry, Rudolf Leuchs, Heinz Osterwind, Fritz Rémond, Hermann Sautner, Adalbert Schwarz, Elly Schwedtke, Paul Stein, Gerhard Weck, Wilhelm Wiedemann, Otto Wüscher, Louis Zilliox
- 1971 – Emmy Beetz, Gershon Canaan, Wilhelm Conrad, Ernst Gerhardt, Annemarie Harring, Karl Linker, Wolfgang Mischnick
- 1972 – Ernst Klöss, Rudi Löwe, Albert Richard Mohr, Hans Potthast, Armin Rosenkranz
- 1973 – Andreas Nikolei, Philipp Pless, Felix-Alexander Prentzel, Ernst Schäfer, Karl Stöcker
- 1974 – Fred Benend, Heinz Güttel, August Rebsamen, Sigfred Taubert, Friedrich Wehner
- 1975 – Paul Arnsberg, Richard Daub, Hans Eick, Else Knott, Erwin Stauss
- 1976 – Helga Einsele, Helmut Goedeckemeyer, Richard Hackenberg, Ernst Leuinger, Hans Stahl
- 1977 – Walter Adlhoch, Ilse-Monika Fantastny, Bernhard Gresser, Alois Hilbert, Paul Ungerer
- 1978 – Alois Giefer, Julius Hembus, Philipp Mohler, Karl Pehl, Käthe Petersen
- 1979 – Erhard Bouillon, Rudolf Schäfer, Rudolf Sperner, Helmut Steinbach, Eric W. Stoetzner
- 1980 – Otto Bieger, Francisque Collomb, Bert Merz, Rudolf Sammet, Carl Theodor Steidle, August Thielemann, Edgar Ungeheuer
- 1981 – Wolfgang Bechtoldt, Heinrich Cobet, Liselotte Hulverscheidt, Georg Kurt Schauer, Konrad Trapp, Erich Welter
- 1982 – Kurt Bechtold, Dieter Berndt, Walter Binder, Finn B. Larsen, Ulrich von Pufendorf
- 1983 – Rolf Brand, Gusti Gebhardt, Hans Messer, Alois Normann, Hans-Wolfgang Pfeifer
- 1984 – Ferry Ahrlé, Prosper Graf zu Castell-Castell, Henry Hatrel, Herbert Lührmann, Franz Schmidt-Knatz
- 1985 – Heinz Bickerle, Heinz Contzen, Helmut Hild, Walter Hippmann, Peter Lennig, Eugen Loderer, Hans Weidenfeld
- 1986 – Erich Helmensdorfer, Hartwig Kelm, Schlomo Lahat, Monika Schoeller von Holtzbrink, Georg Schreiber
- 1987 – Karl-Heinz Huthmacher, Gerhard Löwenstein, Rudolf Joppen, Hanns Christian Schroeder-Hohenwarth
- 1988 – Frolinde Balser, Liesel Christ, Werner Holzer, Josef Neckermann, Karl Otto Pöhl, Dieter Trautwein
- 1989 – Rudi Arndt, Keyvan Dahesch, Otto Rumeleit, Jürg Schäfer, Walther Tröger
- 1990 – Ludwig Brauser, Gottfried Michelmann, Margarete Mitscherlich-Nielsen, Valentin Senger, Jürgen Thorer
- 1991 – Gert Becker, Fritz Braumann, Siegfried Manke, Johannes Petschull, Kurt Sigel
- 1992 – Ignatz Bubis, Renate Grossbach, Bernhard Kornhuber, Anneliese Ohlert, Gustav Schoser
- 1993 – Alois Ammerschläger, Otto Kissel, Hermann Moos, Pinchas Lapide, Trude Simonsohn
- 1994 – Wilfried Guth, Dieter W. F. Hofmann, Alexander Rasor, Ülkü Schneider-Gürkan, Joachim Schwarzkopf
- 1995 – Horst Abt, Ute Gerhard, Klaus Greef, Gerhard Junior, Alfred Mauritz
- 1996 – Eilke Brigitte Helm, P. Amandus Hasselbach OFM Cap, Gerhard Kurtze, Artur Pöhlmann, Jutta W. Thomasius
- 1997 – Ignatz Bubis, Ruth Dörrbecker, Erwin Dolle, Claus Helmer, Christa Vogt, Peter Weidhaas
- 1998 – Albert Bank, Mile Braach, Michael Hauck, Manfred Schenk, Ruth Schwarz
- 1999 – Carmen-Renate Köper, Hans Schleussner, Hella Schmieder, Ilse Vaupel, Lothar Vetter
- 2000 – Bettina Freifrau von Bethmann, Margareta Dillinger, Werner Helmbold, Alois Kottmann, Wolfgang Steubing
- 2001 – Ilse Bechthold, Frank Niethammer, Hans Pleitgen, Karl Rarichs, Rüdiger Volhard
- 2002 – Karl Brozik, Hilde Hoffmann, Barbara von Metzler, Frank P. Sauerländer, Dieter Schwarz
- 2003 – Carlo Bohländer, Willem F. Duisenberg, Erhard Koczorek, Teuto Rocholl, Peter W. Schlüter
- 2004 – Br. Wendelin Gerigk OFM Cap, Carlo Giersch, Wolfgang Kaus, Hans-Jürgen Moog, Werner Wunderlich
- 2005 – Rolf-Ernst Breuer, Armin Clauss, Michael Endres, Ulrich Gottstein, Wolfgang Strutz
- 2006 – Dagmar Charrier, Don Giovanni de Florian, Alois Ickstadt, Georg Michel, Barbara Reschke
- 2007 – Karlheinz Braun, Hans-Peter Griesheimer, Fred. B. Irwin, Gerhard Ley, Günter Moos
- 2008 – Günther Böhme, Helga Budde, Hans-Joachim Tonnellier, Jean-Claude Trichet, KD Wolff
- 2009 – Matityahu Kranz, Günther Merl, Andrea Preusche-Glebocki, Friedrich Franz Sackenheim, Anne-Marie Steigenberger
- 2010 – Friedrich Heigl, Rüdiger von Rosen, DJ Talla 2XLC (alias Andreas Tomalla), Thea Vogel
- 2011 – Bernd Ehinger, Josef Buchmann, Renate von Metzler
- 2012 – Buddy Elias, Christoph Gotthardt, Karl Heinz Arnold, Rudolf Steinberg[4]
- 2013 – Claus Wisser, Frank Lehmann, Bärbel Christ-Heß, Gisela Dahlem-Christ, Andreas Dombret, Hetty Krist, Klaus Ring, Dietmar Schmid[5]
- 2014 – Nikolaus Hensel, Jürgen Weber
- 2015 – Wilhelm Bender, Joachim Carlos Martini, Petra Roth, Wolf Singer, Ruth Lapide
- 2016 – Angelika Rieber, Arnold Weber, Claudia von Lewinski, Ernst-Josef Robiné, Martin Wentz, Uta Meyding-Lamadé, Stefan Szajak
- 2017 – Dietrich-Wilhelm Dreysse, Hans-Jürgen Hellwig, Roland Kaehlbrandt,[6] Marek Lieberberg, Eva Szepesi, Siegmund Freund
- 2018 – Paulus Terwitte OFMCap, Gabriele Eick, Nader Maleki[7]
- 2019 – Andreas Strüngmann, Thomas Strüngmann, Günter Possmann, Nader Djafari
- 2020 – Rainer Weiss, Rosina Walter, Mathias Müller,[8] Joachim Valentin, Charly Körbel, Harald Fiedler, Michael Hohmann, Jutta Ebeling
- 2021 – Elisabeth Leuschner-Gafga, Wolfgang Leuschner, Erika Pfreundschuh, Arif Arslaner, Hartmut Schmidt, Hans-Dieter Adam
- 2022 – Elisa Klapheck, Willy Praml, Anna Hadda, Pantoula Vagelakou, Maria Goetzens
- 2023/24 – Till Lieberz-Groß, Eugen Emmerling, Susanne Freiling, Viktoriia von Rosen, Helen Körte, Raphael Gross, Jerry Speyer, Gerhard Weinrich, Lothar Ruske